# 马丁娜·格里马尔迪
马丁娜·格里马尔迪（義大利語：Martina Grimaldi，1988年9月28日—），意大利女子游泳运动员。她曾代表意大利参加2008年和2012年夏季奥林匹克运动会游泳比赛，其中在2012年奥运会获得一枚铜牌。